# 撒哈里

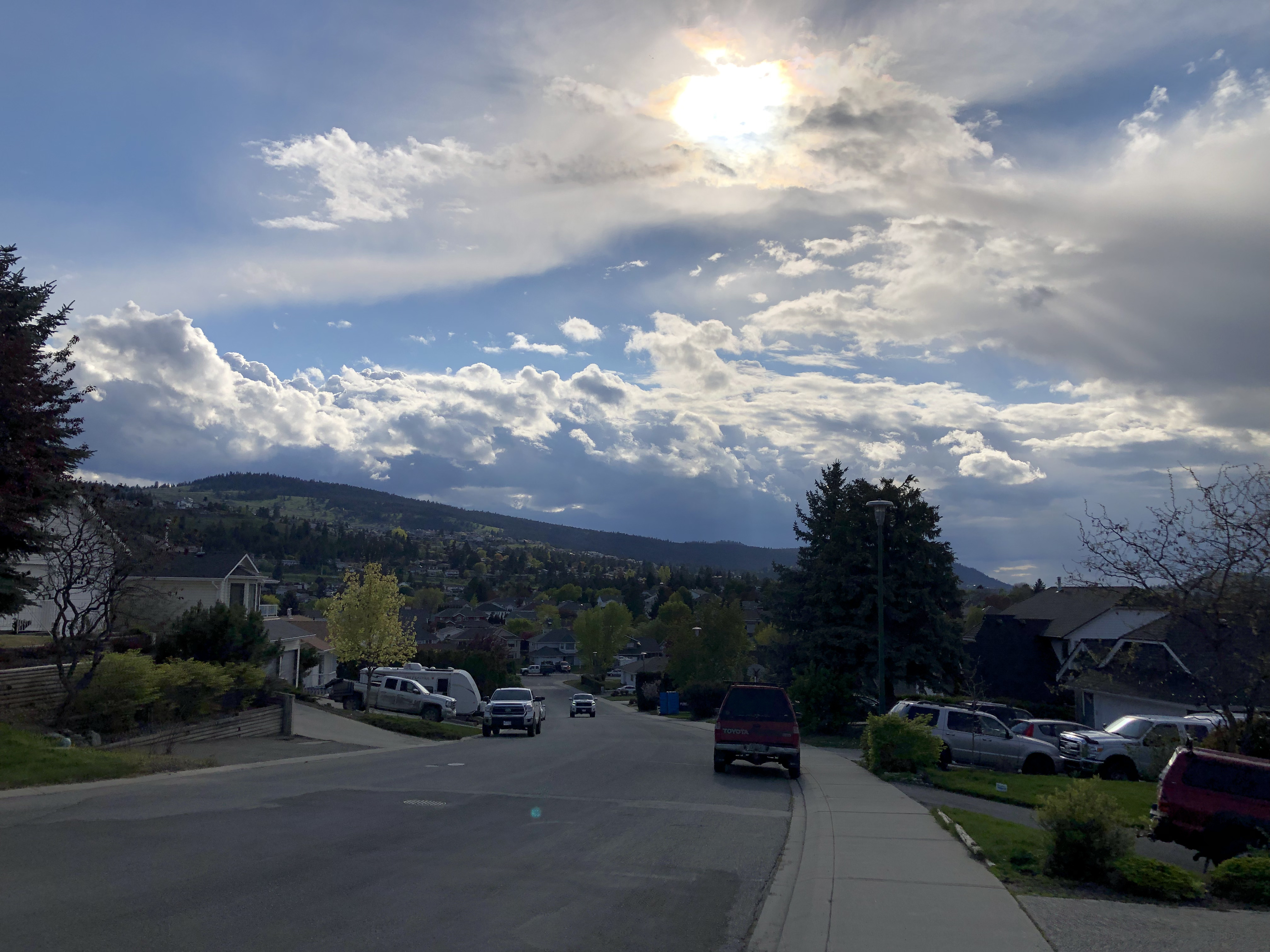
上撒哈里於謙色勒道

撒哈里（英文：Sahali / Sa-hali）是一個位於加拿大英屬哥倫比亞省甘露市南岸郊區的一個鄰里社區。撒哈里位於甘露市主要購物中心區域，區劃介於亞伯丁和市中心區域，其中部分包含湯普森河大學區域。此區細分可區分為上撒哈里（Upper Sahali）和下撒哈里（Lower Sahali），合計為甘露市內最多人口的鄰里社區，根據2003年統計資料人口約莫12,000人。

## 概述

### 名稱由來
撒哈里（ Sahali ）名稱源自當地的奇努克用語 saghalie，意指 上面 或是 ⋯⋯之上 ，此指 高處 之意。撒哈里位處湯普森河山谷地的高處，故以此命名。

### 設施
| - 下撒哈里 - 昊窠暾步道 (Xget’tem Trail) - 撒哈里地形自然公園 - 格林斯東公園 - 艾羅斯東公園 | - 上撒哈里 - 彼得森溪公園 - 阿爾伯特麥克高文公園 |

### 交通

#### 地區幹道
| - 下撒哈里 - 格林斯東道（Greenstone Dr.） - 麥吉爾路（McGill Rd.） - 艾羅斯東道（Arrowstone Dr.） - 撒哈里台（Sahali Ter.） - 彭伯頓台（Pemberton Ter.） | - 上撒哈里 - 山峰道（Summit Dr.） - 泉丘道（Springhill Dr.） - 羅布森道（Robson Dr.） - 格蘭翼鴿道（Gleneagles Dr.） |

#### 公車服務
甘露交通系統4號路線有服務下撒哈里購物中心，而7號和9號則是分別服務下、上撒哈里社區內範圍。 

### 社區範圍
上、下撒哈里主要以加拿大橫貫公路為界，西以西哥倫比亞街、加拿大橫貫公路和英屬哥倫比亞省5A公路臨索斯蓋特、達弗林和亞伯丁；南以甘布勒池與納茨福德為界；西以彼得森溪和山脊線臨羅斯丘和塞吉布拉許，北側則接續至甘露市中心和西端區域。

### 教育
- 山峰小學（Summit Elementary School）
- 南撒哈里小學（South Sa-Hali Elementary School）
- 麥克高文公園小學（McGowan Park Elementary School）
- 撒哈里中學（Sahali Secondary School）

## 資料來源
- 甘露市區人口統計

1. ↑  . City of Kamloops.   [2022-08-15]. （原始内容存档于2021-04-22）. Neighborhoods